# Neuorganisation des französischen Heeres von 1815
Mit der Neuorganisation des französischen Heeres von 1815 wurde die Armee im Zuge der zweiten französischen Restauration 1815 von Grund auf umorganisiert.
Aus den aufgelösten Regimentern der Napoléonischen Armee wurden die Légions départementales (Départements-Legionen) gebildet. Man wählte diese Bezeichnung für die Einheiten, weil man sie dadurch der politisch-militärischen Erbschaft der kaiserlichen Armee unbedingt entziehen wollte.
Mit königlichem Befehl vom 11. August 1815 wurde die Reorganisation in Gang gesetzt.

## Muster der Fahnen der Legionen, Modell 1816

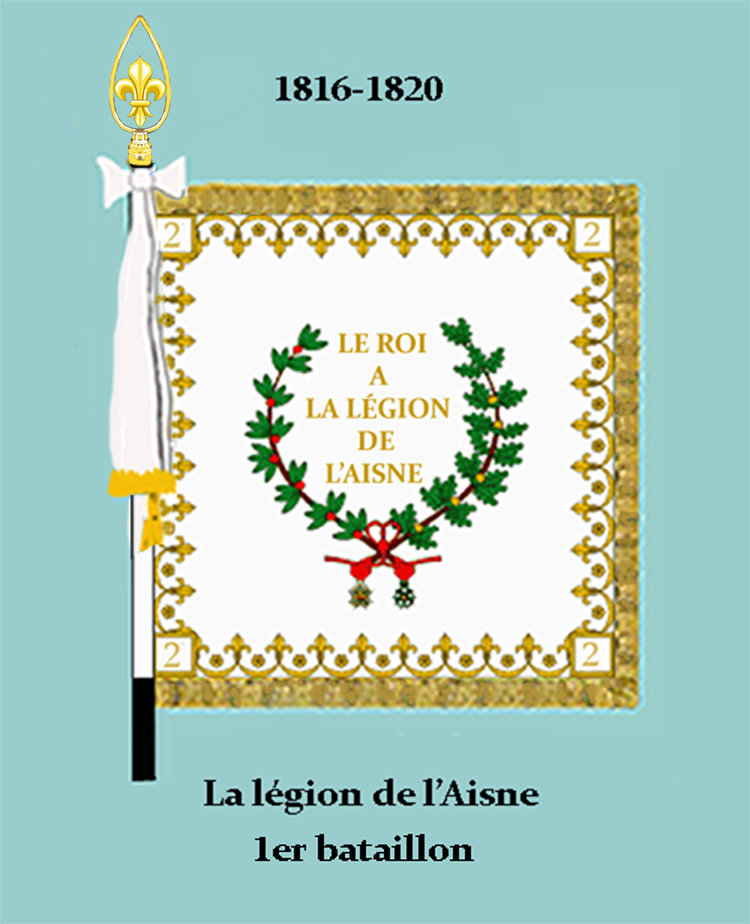
1. Bataillon Légion de l’Aisne (Vorderseite)
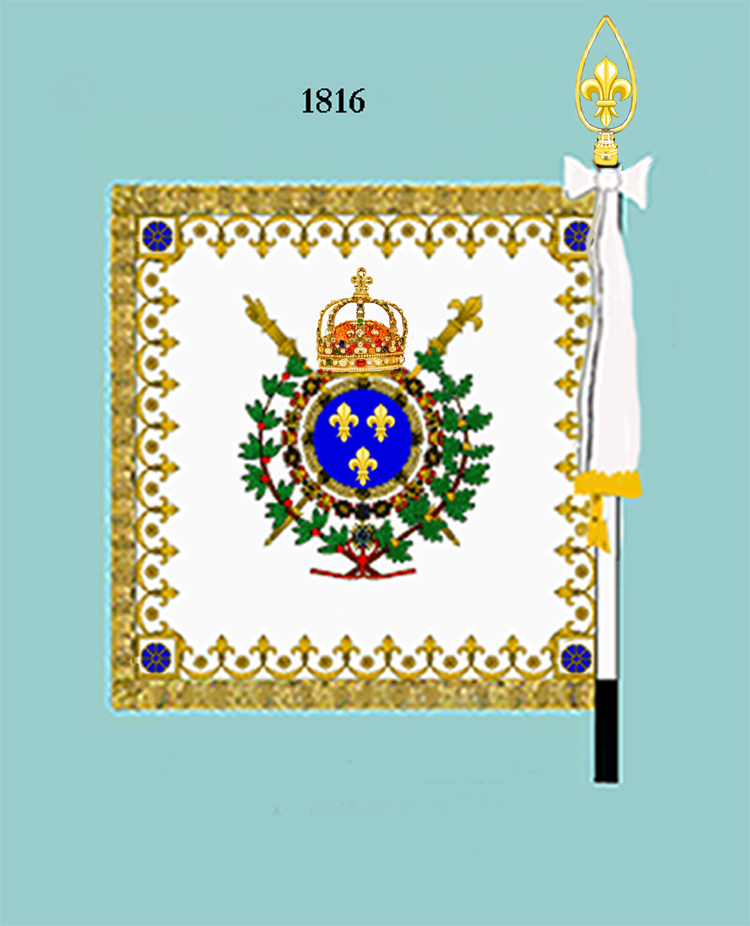
1. Bataillon Légion de l’Aisne (Rückseite)
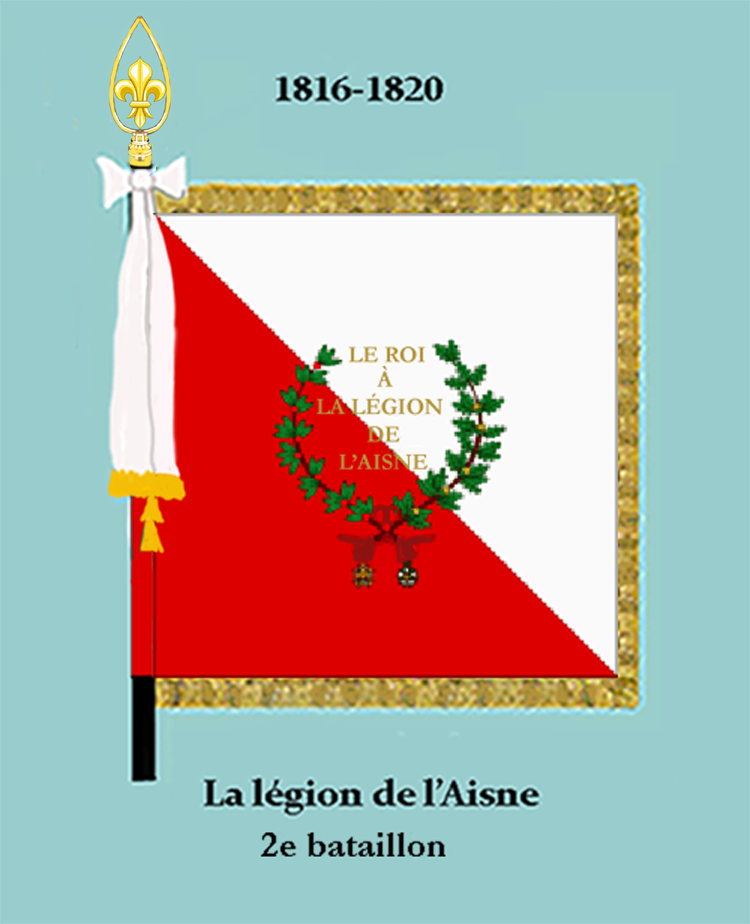
2. Bataillon Légion de l’Aisne (Vorderseite)
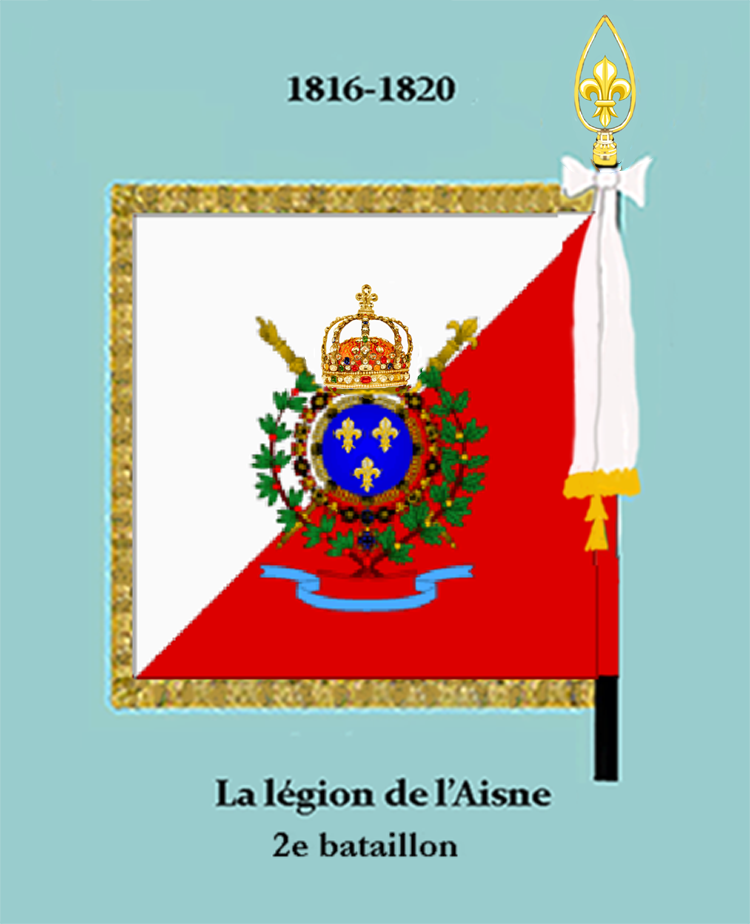
2. Bataillon Légion de l’Aisne (Rückseite)
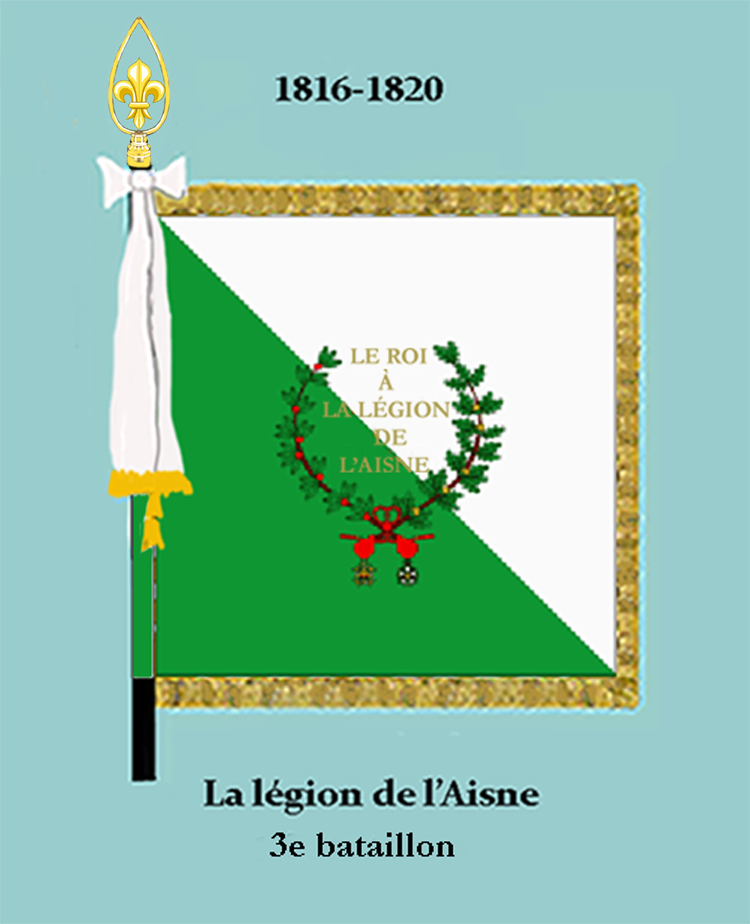
3. Bataillon Légion de l’Aisne (Vorderseite)
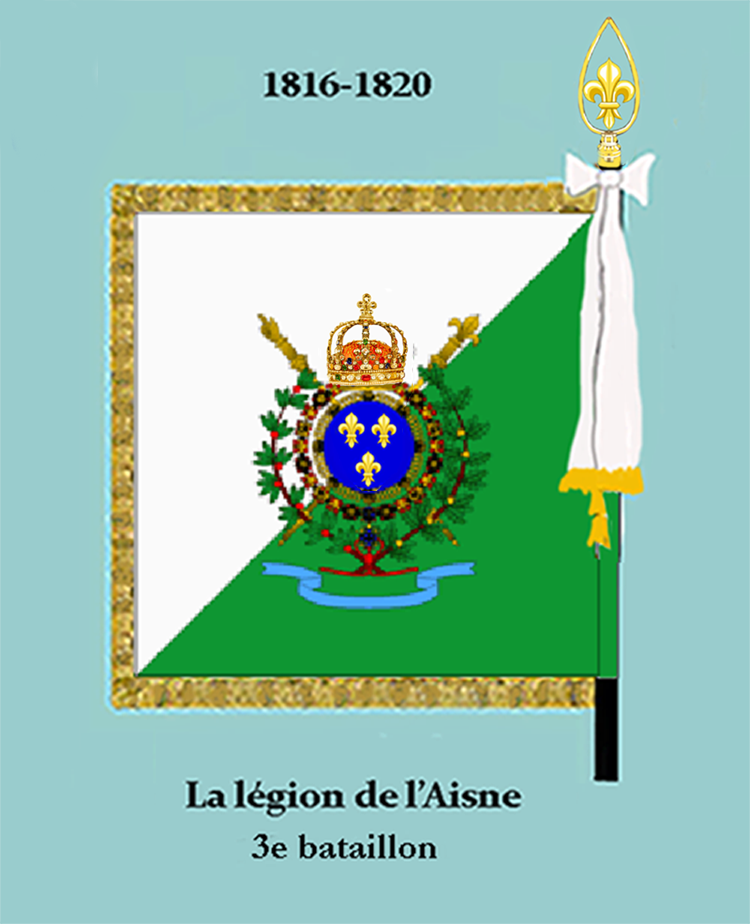
3. Bataillon Légion de l’Aisne (Rückseite)

## Geschichte
Nachdem die Armee während der Herrschaft der Hundert Tage nahezu geschlossen zu Napoléon übergelaufen war, ordnete der zum zweiten Mal geflüchtete König Louis XVIII am 23. März 1815 in Lille die Auflösung der Armee an, was aber zunächst ohne Wirkung blieb.
Nachdem am 18. Juni 1815 mit der Schlacht bei Waterloo die Ära Napoléons beendet war, dankte er am 22. Juni endgültig ab. König Louis XVIII kehrte am 8. Juli 1815 nach Paris zurück, und im Gegensatz zur ersten Abdankung Napoléons 1814 ließ er keine Nachsicht mehr walten und löste per Dekret die komplette Armee auf. Er war nicht mehr nachsichtig genug zu tolerieren, dass die Regimenter wiederum die weiße Kokarde der Bourbonen gegen die Trikolore der Revolution ausgetauscht hatten. Die neue Armee sollte bar jeglicher Hinweise auf die kaiserliche Armee sein.
Nachdem der Maréchal d’Empire Louis-Nicolas Davout, der sich mit den Resten der kaiserlichen Armee hinter die Loire zurückgezogen hatte, sich am 14. Juli 1815 dem König unterworfen hatte, erneuerte dieser am 16. Juli 1816 die Auflösungsverfügung vom 23. März.

„Considérons qu’il est urgent d’organiser une nouvelle armée attendu que d’après notre ordonnance du 23 mars celle qui existait se trouve licenciée…“

„Finden wir, dass es dringend ist, eine neue Armee zu organisieren, in Erwägung, dass die existierende nach unserer Anordnung vom 23. März entlassen wird…“

Bereits am 15. Juli waren die Bataillone der Garde nationale nach Hause geschickt worden, die Regimenter der „Tirailleurs fédérés“ (auch Fédérés nationaux oder Volontaires nationaux – Freiwilligenverbände) wurden aufgelöst, die Reservebataillone der Armee wurden entlassen und die Konskriptionsverordnung von 1815 suspendiert. Die bereits eingezogenen Wehrpflichtigen kehrten in ihre Heimat zurück.
Mit Anordnung vom 16. Juli wurden dann alle Einheiten der Garde impériale, der kaiserlichen Armee der Hundert Tage, die Bataillone in den Kolonien, die Kolonialbataillone, das Bataillon de l’île d’Elbe, die Jägerbataillone „des Alpes“ und „des Pyrénées“ und die Regimenter der Marineinfanterie (Régiments de la marine) entlassen.
Im Dienst blieben nur die Veteranenkompanien (Compagnies de vétérans), die Bataillone der korsischen Jäger (Chasseurs corses) und die Fremdenregimenter (Régiments étrangers), mit Ausnahme der polnischen Regimenter, die sich selbst auflösten oder in den Dienst des russischen Zaren Alexander I. traten.
Alle Regimenter, die aus dem Norden und Osten stammten, wurden zur Auflösung in Gegenden links der Loire dirigiert.
Per königlicher Anordnung vom 11. August 1815 wurde die Aufstellung der Légions départementales befohlen. Es wurden 87 dieser Legionen gebildet – eine davon war eine sogenannte Légion royale étrangère (dt.: Königliche Fremdenlegion). Letztere wurde ab 1818 in Légion Hohenlohe umbenannt und am 6. Januar 1831 in das „21e régiment d’infanterie légère“ umgewandelt. Jede dieser Legionen bestand aus zwei Linien-Infanteriebataillonen, einem Bataillon Jäger zu Fuß, einer Kompanie berittener Aufklärer, einer Artilleriekompanie und drei gekaderten Kompanien im Depot.
Jede Legion übernahm Name und Nummer des Département, in dem sie aufgestellt wurde und beheimatet war. Alles Personal, ausgenommen die Offiziere kamen aus dem jeweiligen Département. Diese Art der Organisation hatte jedoch nur kurzen Bestand und wurde auch nicht komplett zu Ende gebracht. Durch eine letzte Verordnung vom 17. Februar 1819 wurden noch einmal acht neue Legionen aufgestellt. Insgesamt stellten:
- 8 Départements je 2 Legionen zu je 3 Bataillonen
- 3 Départements je 1 Legion zu 4 Bataillonen
- 48 Départements je 1 Legion zu 3 Bataillonen
- 27 Départements je 1 Legion zu 2 Bataillonen[4]

### Korps der königlichen Truppen und Truppen der Prinzen
Während der Herrschaft der Hundert Tage wurden vom König und den Prinzen von Geblüt eine Anzahl von Einheiten aufgestellt, von denen einige noch in die neue Armee aufgenommen wurden:
- ein „Régiment d’infanterie légère“, genannt „Régiment de la Couronne“,

aufgestellt am 17. Juni 1815, bestehend aus einem Stab, einer Depotkompanie und zwei Bataillonen zu je fünf Kompanien. Das 1. Bataillon wurde zum „2e régiment de la garde royale“ (2. Regiment der königlichen Garde) und das 2. Bataillon zum „6e régiment de la garde royale“ umgewandelt.
- ein zweites „Régiment d’infanterie légère“, genannt „Régiment du Nord“,

aufgestellt am 27. Juni 1815 in Cambrai, bestehend aus einem Stab, einer Depotkompanie und zwei Bataillonen zu je fünf Kompanien. Es bildete die „Légion du Nord (N° 58)“.
- das „Régiment de chasseurs à pied d’Angoulême“

wurde zwischen April und Juli 1815 in Bordeaux zu zwei Bataillonen aufgestellt. Am 1. November auf sieben Kompanien reduziert, wurde es in die „Légion de la Gironde (N° 31)“ eingegliedert.
- zwei Bataillone „Chasseurs des Pyrénées-Orientales“,

am 8. Mai 1815 in Katalonien durch den Duc d’Angoulême aufgestellt. Die beiden Bataillone wurden am 1. August 1815 zur Bildung der „Légion royale des Pyrénées“ herangezogen, die dann zur „Légion des Pyrénées-Orientales (N° 65)“ wurde.
- ein „Corps royal de volontaires de Bretagne“,

im Mai 1815 im Département Vendée aufgestellt. Das 1. Bataillon wurde in die „Légion du Morbihan (N° 55)“, das 2. Bataillon in die „Légion de la Sarthe (N° 71)“ eingegliedert.
- die „Légion de Lamballe“ und das „Corps de volontaires royaux de Plancoët“

bildeten das „5e régiment de la garde royale“ (5. Regiment der königlichen Garde), welches dann auf die „Légions de Bretagne“ aufgeteilt wurde.
- Im Juni 1815 wurde mit der Aufstellung der „Légion royale de Normandie“

zu zwei Bataillonen begonnen. Da dies nicht ohne erhebliche Schwierigkeiten vor sich ging, wurde das Vorhaben bereits am 16. August wieder aufgegeben.
- Das „Bataillon étranger de Valespir“ (Freiwilligenbataillon Valespir),

in Katalonien durch den Duc d’Angoulême aufgestellt, wurde am 10. August 1815 entlassen.
- Das „Régiment royal de chasseurs à pied de Marie-Thérèse“ (Regiment Marie-Thérèse der königlichen Jäger zu Fuß)

zu zwei Bataillonen war Ende Juni 1815 in Montpellier in Dienst gestellt worden. Das 1. Bataillon wurde in das „4e régiment de la garde royale“ und das 2. Bataillon in die „Légion de la Haute-Garonne (N° 29)“ eingegliedert.
Im April wurden in Marseille und den benachbarten Städten 15 Kompanien königlicher Freiwilliger aufgestellt.
All diese Kompanien zerstreuten sich, als der Duc d’Angoulême nach Spanien ging. Nach der Schlacht bei Waterloo wurden sie im Juli in zur Aufstellung der folgenden Einheiten verwendet:
- das „Régiment Royal-Louis“

zu drei Bataillonen wurde in Aix-en-Provence aufgestellt und dann geteilt – das 1. Bataillon in die „Légion des Bouches-du-Rhône (N° 12)“, das 2. Bataillon in die
„Légion du Var (N° 80)“ und das 3. Bataillon in die „Légion de Vaucluse (N° 81)“.
- das „Régiment royal du Gard“

zu zwei Bataillonen aus Nîmes wurde in die „Légion du Gard (N° 28)“ eingegliedert.
- das „Régiment royal des chasseurs à pied de l’Hérault“

zu sieben Kompanien aus Montpellier ging in der „Légion de l’Hérault (N° 32)“ auf.
- das „Corps royal des miquelets de la Lozère“ (Königliches Freischützenkorps von der Lozère)

zu 8 Kompanien in Mende wurde in die „Légion de la Lozère (N° 46)“ überstellt.
- das „Corps des volontaires royaux des Côtes-du-Nord“

zu sieben Kompanien kam zur „Légion des Côtes-du-Nord (N° 20)“.

### Liste der Legionen und der zugeteilten Ordnungsnummern (1815)
Im Jahre 1820 kehrte man zur Bezeichnung Régiment zurück.
Die Nummern der Legionen sind nach der alphabetischen Reihenfolge ihrer Départements gelistet.
- 1er Légion de l’Ain (wurde zum 1er régiment d’infanterie de ligne)
- 2e Légion de l’Aisne (wurde zum 2e régiment d’infanterie de ligne)
- 3e Légion de l’Allier (wurde zum 3e régiment d’infanterie de ligne)
- 4e Légion des Basses-Alpes[6] (wurde zum 2e régiment d’infanterie légère)
- 5e Légion des Hautes-Alpes (wurde zum 3e régiment d’infanterie légère)
- 6e Légion de l’Ardèche (wurde zum 4e régiment d’infanterie légère)
- 7e Légion des Ardennes (wurde zum 1er régiment d’infanterie légère)
- 8e Légion de l’Ariège (wurde zum 5e régiment d’infanterie légère)
- 9e Légion de l’Aube (wurde zum 4e régiment d’infanterie de ligne)
- 10e Légion de l’Aude (wurde zum 41e régiment d’infanterie de ligne)
- 11e Légion de l’Aveyron (wurde zum 5e régiment d’infanterie de ligne)
- 12e Légion des Bouches-du-Rhône (wurde zum 6e régiment d’infanterie de ligne)
- 13e Légion du Calvados (wurde zum 7e régiment d’infanterie de ligne)
- 14e Légion du Cantal (wurde zum 8e régiment d’infanterie de ligne)
- 15e Légion de la Charente (wurde zum 42e régiment d’infanterie de ligne)
- 16e Légion de la Charente-Inférieure (wurde zum 43e régiment d’infanterie de ligne)
- 17e Légion du Cher (wurde zum 9e régiment d’infanterie de ligne)
- 18e Légion de la Corrèze (wurde zum 10e régiment d’infanterie de ligne)
- 19e Légion de la Côte-d’Or (wurde zum 11e régiment d’infanterie de ligne)
- 20e Légion des Côtes-du-Nord (Volontaires des Côtes-du-Nord) (wurde zum 59e régiment d’infanterie de ligne und noch 1820 zum 12e régiment d’infanterie de ligne).
- 21e Légion de la Creuse (wurde zum 6e régiment d’infanterie de ligne)
- 22e Légion de la Dordogne (wurde zum 13e régiment d’infanterie de ligne)
- 23e Légion du Doubs (wurde zum 44e régiment d’infanterie de ligne)
- 24e Légion de la Drôme (wurde zum 5e régiment d’infanterie de ligne)
- 25e Légion de l’Eure (wurde zum 14e régiment d’infanterie de ligne)
- 26e Légion de l’Eure-et-Loir (wurde zum 45e régiment d’infanterie de ligne)
- 27e Légion du Finistère (wurde zum 15e régiment d’infanterie de ligne)
- 28e Légion du Gard (Régiment royal du Gard) (wurde zum 16e régiment d’infanterie de ligne)
- 29e Légion de la Haute-Garonne (2e bataillon de chasseurs Marie-Thérèse) (wurde zum 17e régiment d’infanterie de ligne)
- 30e Légion du Gers (wurde zum 18e régiment d’infanterie de ligne)
- 31e Légion de la Gironde (Chasseurs d’Angoulême) (wurde zum 49e régiment d’infanterie de ligne und noch 1820 zum 19e régiment d’infanterie de ligne)
- 32e Légion de l’Hérault (Chasseurs de l’Hérault) (wurde zum 20e régiment d’infanterie de ligne)
- 33e Légion d’Ille-et-Vilaine (Volontaires de Plancoët) (wurde zum 41e régiment d’infanterie de ligne und noch 1820 zum 21e régiment d’infanterie de ligne)
- 34e Légion de l’Indre (wurde zum 9e régiment d’infanterie de ligne)
- 35e Légion d’Indre-et-Loire (wurde zum 46e régiment d’infanterie de ligne)
- 36e Légion de l’Isère (wurde zum 22e régiment d’infanterie de ligne)
- 37e Légion du Jura (wurde zum 7e régiment d’infanterie de ligne)
- 38e Légion des Landes (wurde zum 18e régiment d’infanterie de ligne)
- 39e Légion de Loir-et-Cher (wurde zum 47e régiment d’infanterie de ligne)
- 40e Légion de la Loire (wurde zum 8e régiment d’infanterie légère)
- 41e Légion de la Haute-Loire (wurde zum 9e régiment d’infanterie légère)
- 42e Légion de la Loire-Inférieure (Légion de Lamballe) (wurde zum 23e régiment d’infanterie de ligne)
- 43e Légion du Loiret (wurde zum 48e régiment d’infanterie de ligne)
- 44e Légion du Lot (wurde zum 49e régiment d’infanterie de ligne)
- 45e Légion de Lot-et-Garonne (wurde zum 50e régiment d’infanterie de ligne)
- 46e Légion de la Lozère (Miquelets de la Lozère) (wurde zum 10e régiment d’infanterie de ligne)
- 47e Légion de Maine-et-Loire (wurde zum 24e régiment d’infanterie de ligne)
- 48e Légion de la Manche (wurde zum 43e régiment d’infanterie de ligne und noch zum 25e régiment d’infanterie de ligne)
- 49e Légion de la Marne (wurde zum 51e régiment d’infanterie de ligne)
- 50e Légion de la Haute-Marne (wurde zum 11e régiment d’infanterie légère)
- 51e Légion de la Mayenne (wurde zum 12e régiment d’infanterie légère)
- 52e Légion de la Meurthe (wurde zum 52e régiment d’infanterie de ligne)
- 53e Légion de la Meuse (wurde zum 53e régiment d’infanterie de ligne)
- 54e Légion du Mont-Blanc. Wegen des Vertrags von Paris (1802) wurde das Département du Mont-Blanc aus Frankreich ausgegliedert.
- 54e Légion de la Corse (Bataillons de chasseurs corses) (wurde zum 10e régiment d’infanterie légère)
- 55e Légion du Morbihan (1er bataillon de volontaires bretons) (wurde zum 26e régiment d’infanterie de ligne)
- 56e Légion de la Moselle (wurde zum 27e régiment d’infanterie de ligne)
- 57e Légion de la Nièvre (wurde zum 3e régiment d’infanterie de ligne)
- 58e Légion du Nord (wurde zum 28e régiment d’infanterie de ligne und zum 29e régiment d’infanterie de ligne)
- 59e Légion de l’Oise (wurde zum 30e régiment d’infanterie de ligne)
- 60e Légion de l’Orne (wurde zum 31e régiment d’infanterie de ligne)
- 61e Légion du Pas-de-Calais (wurde zum 44e régiment d’infanterie de ligne und noch 1820 zum 32e régiment d’infanterie de ligne)
- 62e Légion du Puy-de-Dôme (wurde zum 33e régiment d’infanterie de ligne)
- 63e Légion des Basses-Pyrénées (wurde zum 12e régiment d’infanterie légère)
- 64e Légion des Hautes-Pyrénées (wurde zum 14e régiment d’infanterie légère)
- 65e Légion des Pyrénées-Orientales (2 Bataillone Chasseurs royaux) (wurde zum 15e régiment d’infanterie légère)
- 66e Légion du Bas-Rhin (wurde zum 34e régiment d’infanterie de ligne)
- 67e Légion du Haut-Rhin (wurde zum 35e régiment d’infanterie de ligne)
- 68e Légion du Rhône (wurde zum 54e régiment d’infanterie de ligne)
- 69e Légion du Haute-Saône (wurde zum 16e régiment d’infanterie légère)
- 70e Légion de Saône-et-Loire (wurde zum 36e régiment d’infanterie de ligne)
- 71e Légion de la Sarthe (2 Bataillone Volontaires bretons) (wurde zum 37e régiment d’infanterie de ligne)
- 72e Légion de la Seine (wurde zum 47e régiment d’infanterie de ligne und noch 1820 zum 38e régiment d’infanterie de ligne und zum 55e régiment d’infanterie de ligne)
- 73e Légion de la Seine-et-Marne (wurde zum 56e régiment d’infanterie de ligne)
- 74e Légion de la Seine-et-Oise (wurde zum 38e régiment d’infanterie de ligne)
- 75e Légion de la Seine-Inférieure (wurde zum 49e régiment d’infanterie de ligne und noch 1820 zum 39e régiment d’infanterie de ligne)
- 76e Légion des Deux-Sèvres (wurde zum 4e régiment d’infanterie de ligne)
- 77e Légion de la Somme (wurde zum 40e régiment d’infanterie de ligne)
- 78e Légion du Tarn (wurde zum 57e régiment d’infanterie de ligne)
- 79e Légion du Tarn-et-Garonne (wurde zum 58e régiment d’infanterie de ligne)
- 80e Légion du Var (3e bataillon Royal-Louis) (wurde zum 18e régiment d’infanterie légère)
- 81e Légion du Vaucluse (2e bataillon Royal-Louis) (wurde zum 18e régiment d’infanterie légère)
- 82e Légion de la Vendée (wurde zum 8e régiment d’infanterie de ligne)
- 83e Légion de la Vienne (wurde zum 59e régiment d’infanterie de ligne)
- 84e Légion de la Haute-Vienne (wurde zum 19e régiment d’infanterie légère)
- 85e Légion des Vosges (wurde zum 20e régiment d’infanterie légère)
- 86e Légion de l’Yonne (wurde zum 60e régiment d’infanterie de ligne)

Dazu kamen die Fremdenregimenter:
- 1er Régiment Suisse
- 2e Régiment Suisse
- 3e Régiment Suisse
- 4e Régiment Suisse
- Légion Hohenlohe

## Die königlichen Anordnungen
„Anordnung vom 16. Juli 1815 über die Aufstellung einer neuen französischen Streitkraft im Aktivenstand
Louis, durch die Gnade Gottes, König von Frankreich und Navarra,

Wir haben hiermit befohlen und angeordnet:
Artikel I
Die aktiven Streitkräfte Frankreichs bestehen aus:
- 86 Infanterie-Legionen jede zu drei Bataillonen
- 8 Regimentern Fußartillerie
- 4 Regimentern berittene Artillerie
- einem Regiment königlicher Karabiniere (Carabiniers royaux)
- 6 Regimentern Kürassiere
- 10 Regimentern Dragoner
- 24 Regimentern Jäger zu Pferde (Régiments de chasseurs)
- 6 Regimentern Husaren

Artikel II
Es ist ein königliches Pionierkorps zu errichten, dessen Proportion sich im Verhältnis zum Rest der Armee bewegen soll.
Artikel III
Unser Staatsminister im Kriegsministerium hat Uns in kürzester Zeit die detaillierten Organisationspläne der einzelnen Korps vorzulegen.
Gegeben zu Paris am sechzehnten Tag des Monats Juli eintausendachthundertfünfzehn, dem einundzwanzigsten Jahr Unserer Regentschaft

LOUIS
Für den König :

der Staatsminister im Kriegsministerium,

Maréchal Gouvion-Saint-Cyr.“

„Anordnung des Königs vom 11. August 1815 über die Reorganisation der Armee (Légions départementales)

Louis, durch die Gnade Gottes, König von Frankreich und Navarra.
Bezogen auf den Artikel III Unserer Anordnung vom 16. Juli 1815, befehlen und ordnen Wir hiermit an:
Titel I – Bildung der Légions départementales
- Artikel I

1 – Die Linien-Infanterieregimenter und die leichten Infanterieregimenter, die durch Unsere Anordnung vom 23. März entlassen wurden, werden jedes zur Aufstellung einer Legion in einem Département herangezogen.
2 – Jede Legion trägt den Namen des Département, in dem sie aufgestellt wird.
3 – Ein Teil des entlassenen Militärs darf in die Legion ihres Département eingestellt werden.
4 – Jede Legion besteht aus einem Stab, zwei Bataillonen Linien-Infanterie, einem Bataillon Jäger zu Fuß und drei gekaderten Depot-Kompanien. Zugeteilt werden eine Kompanie Éclaireurs und eine Artilleriekompanie.
5 – Jedes Linien-Infanteriebataillon besteht aus acht Kompanien, einer Grenadierkompanie, sechs Füsilierkompanien und einer Voltigeurkompanie. Die Bataillone der Jäger zu Fuß bestehen aus acht Jägerkompanien.
6 – Für jede Legion wird der Rang eines Lieutenant-colonel geschaffen. Er übernimmt die Abzeichen und Funktionen des bisherigen Majors. Seine Aufgaben sind die Kommandierung der Legion als Vertreter des Colonel bei dessen Anwesenheit wie Abwesenheit. Er ist der Vermittler und Ansprechpartner der Oberoffiziere in allen dienstlichen Angelegenheiten.
7 – In jeder Legion wird der Rang eines Majors äquivalent zum Chef de bataillon geschaffen. Er wird dessen Gehalt haben und auf der rechten Schulter eine Epaulette tragen. Bis seine Pflichten genauer bestimmt sind, wird er diejenigen, für die der ehemalige Major verantwortlich war, verwaltungsmäßig ausführen. Er wird mit den Chefs de bataillon in Beförderungskonkurrenz stehen und kann nach zwei Dienstjahren das Kommando über ein Bataillon übernehmen. Nach vier Jahren ist er für die Funktion eines Sous-inspecteur bei Besichtigungen qualifiziert. Ungeachtet seines Dienstgrads wird er in der Kommandogewalt jedoch niemals über dem Chef de bataillon stehen.
8 – Der Stab und die Kompanien jeder Legion werden in Übereinstimmung mit der dieser Anordnung beigefügten Tabelle organisiert. Die Stärke jeder Legion wird auf 1687 Mann, zu 103 Offizieren und 1584 Unteroffizieren und Soldaten, festgelegt.
Titel II – Entlassung der Linien-Infanterieregimenter und der leichten Infanterieregimenter
9 – Unser Staatsminister im Kriegsministerium bestimmt die Generäle oder Oberoffiziere zur Durchführung der Entlassung der aktuell bestehenden Linien-Infanterieregimenter und leichten Infanterieregimenter.
10 – Um das Entlassungsprocedere zu regeln, hat der Colonel oder der Kommandant jedes Korps oder Teils des Korps für jede Abteilung einen Stab aufzustellen und dazu Militärs und Angestellte, unter seinem Kommando stehend, namentlich zu benennen.
11 – Der Verwaltungsrat wird gleichzeitig die Entlassungsbescheinigungen ausfertigen und die Auszahlung jedes Offiziers, Unteroffiziers und Soldaten festlegen. Wenn nicht genügend Bargeld vorhanden ist, um die Zahlungen zu leisten, erhält jede Militärperson, zusammen mit der Entlassungsbescheinigung einen Nachweis über die nicht erhaltenen Gelder.
12 – Der Verwaltungsrat jedes der zu entlassenden Regimenter, ebenso der Quartiermeister und der Versorgungsoffizier bleiben vorläufig in Amt und Verantwortung für das Archiv, die Regimentskasse, die Magazinbestände und für Informationen darüber.
13 – Die Offiziere, Unteroffiziere und Soldaten der gleichen Truppe bilden eine Abteilung, welche vom höchsten Offizier befehligt wird. Bei gleichen Dienstgraden kommandiert der nach Dienstjahren ältere.
 Jede Abteilung, die aus weniger als 20 Mann besteht, benötigt keinen Offizier als Kommandanten. Hier führt ein Sergent oder Caporal das Kommando.
Die Abteilungen werden, während sie sich auf der Straße befinden, als Truppen auf dem Marsch behandelt werden.
 Die Unteroffiziere und Soldaten nehmen ihre Ausrüstung, Uniformen und Bewaffnung mit. Unser Staatsminister im Kriegsministerium trifft die notwendigen Maßnahmen zur Durchführung dieser Anordnung.
Titel III – Entlassung der Soldaten aus den ehemaligen Regimentern bei der Errichtung der Legionen in den Départements-Hauptstädten
- Abschnitt I.
- Disposition der Offiziere.

14 – Nach der Ankunft in der Hauptstadt des zugewiesenen Département haben sich die Offiziere beim General-Kommandanten des Département zu melden.
 Der General wird sie überprüfen und denjenigen, die dies beantragen, einen zweimonatigen Urlaub gewähren, bei dem Soldzahlung für ein halbes Jahr in Anspruch genommen werden kann.
Die anderen verbleiben in der Département-Hauptstadt, wo sie ihre Tätigkeit gemäß ihrem Rang fortsetzen werden.
- Abschnitt II.
- Disposition der Unteroffiziere und Soldaten.

15 – Ein Überprüfungsausschuss in der Département-Hauptstadt, bestehend aus:
dem Präfekten als Präsident
dem General-Kommandanten des Département
dem Capitaine der Gendarmerie
führt die Überprüfung der Unteroffiziere und Soldaten der entlassenen Regimenter nach ihrer Ankunft in der Département-Hauptstadt durch.
16 – Der Überprüfungsausschuss beurlaubt:
Soldaten, die wegen Gebrechen für untauglich erachtet werden
solche mit einer Körpergröße von weniger als einem Meter und siebenhundertzehn Millimetern (vier Fuß und 11 Pouces)
Weiterhin wird auf Antrag beurlaubt, wer behauptet:
er habe mehr als acht Jahre gedient
er sei verheiratet
er sei der unverzichtbare Ernährer seiner Familie
17 – Mitglieder des Militärs, die vom Prüfungsausschuss beurlaubt oder entlassen werden, kehren in ihre Heimat zurück.
18 – Die Soldaten, die behaupten, Anspruch auf Abfindung zu haben, werden ihre Forderungen an den General, der das Département kommandiert, richten, der sie dem diensthabenden General-Inspecteur der Organisationphase weitergeben wird, damit dieser die entsprechenden Verwaltungsvorgänge einleiten kann.
 Wenn sie sich in ihrer Heimat den Lebensunterhalt nicht verdienen können, werden sie in den provisorischen Kompanien untergebracht.
19 – Das vom Überprüfungsausschuss bewertete Militär, das nicht entlassen oder beurlaubt ist, soll in die Départements-Legionen eintreten. Der General, der das Département befehligt, wird denjenigen dieser Soldaten, die es beantragen, einen Urlaub von zwei Monaten mit einer Halbjahres-Soldzahlung gewähren.
Die Unteroffiziere und Soldaten, die keinen zweimonatigen Urlaub erhalten, werden in den Départements-Hauptstädten zu provisorischen Kompanien zusammengefasst. Dazu gehören auch die Soldatenkinder mit ihren Vätern. Diese Kompanien werden in den Départements-Hauptstädten provisorisch von den anwesenden Offizieren kommandiert.
20 – Unteroffiziere und Soldaten der provisorischen Kompanien werden die Bezahlung und Versorgung der Garnisonstruppen erhalten.
Titel IV – Organisation der Légions départementales – wichtigste Dispositionen
21 – Unser Staatsminister im Kriegsministerium wird Uns die Generäle oder die Oberoffiziere vorstellen, die sich empfohlen haben, die Organisation der Départements-Legionen durchzuführen.
 Er wird Uns auch die Colonels, Lieutenants-colonels, Chefs de bataillon und Majore vorstellen, die zum Dienst in den Legionen vorgesehen sind.
 Die Organisation der Legionen wird in den Départements-Hauptstädten durchgeführt werden.
- Abschnitt I.
- Auswahl der Offiziere.

22 – Offiziere, die für den Dienst in den Legionen in Frage kommen, müssen die folgenden Voraussetzungen erfüllen: sie müssen Franzosen mit einem Offiziersdienstgrad sein, die ihren Dienst nicht quittiert haben oder zurückgetreten sind und die nicht zur königlichen Garde gehören oder dafür vorgesehen sind.
23 – Der Inspecteur-général wird alle Offiziere überprüfen, die in die Legionen aufgenommen werden wollen, und wird über jeden von ihnen, gemäß den Instruktionen Unseres Staatsministers im Kriegsministerium einen speziellen Bericht anfertigen.
24 – Der Inspecteur-général wird Vorschläge für den Ruhestand für die berechtigten Offiziere wie folgt machen: Für Oberoffiziere besteht ein Anspruch auf Ruhestand nach 25 Dienstjahren. Nach 30 Dienstjahren werden sie ausnahmslos und von Rechts wegen in den Ruhestand versetzt.
 Alle anderen Offiziere können nach 20 Dienstjahren in den Ruhestand treten. Nach 25 Dienstjahren werden sie ausnahmslos und von Rechts wegen in den Ruhestand versetzt.
Offiziere aller Ränge, die fünfzig Jahre alt sind, haben das Recht, unabhängig von ihrem Dienstalter in den Ruhestand zu treten. (Diese Bestimmung gilt nur für Offiziere vom Rang eines Sous-lieutenant bis zum Chef de bataillon ausschließlich.)
Offiziere, die aufgrund der neuen Organisation in den Ruhestand treten, genießen die maximalen Ruhestandsbezüge ihres Ranges.
Die Offiziere, die wünschen, beurlaubt zu werden, werden ihr Gesuch dem Inspecteur-général zukommen lassen.
Er wird für die Zeit der Inaktivität einen Sold von vier Fünfteln vorschlagen, es sei denn, er erhält entgegengesetzte Anordnungen von Uns für die in fremden Ländern geborenen Offiziere. Wenn einer von ihnen in sein Land zurückkehren möchte, wird er für diesen eine Abfindung vorschlagen, die der Dauer seines Dienstes entspricht.
Alle diese Offiziere werden in ihre Heimatorte zurückgeschickt; die demissionierten erhalten vor Ort die ihnen gewährten Soldzahlungen.
Für die übrigen Fälle, in denen der Alterssold gewährt werden kann, sind zusätzlich die Bestimmungen Unserer Anordnung vom 1. dieses Monats einzuhalten.
25 – Der Inspecteur-général wird sich dann um die Auswahl der Offiziere kümmern, die die Kader der Legionen bilden. Er wird die Fähigsten auswählen, von denen das Doppelte an Moral und Bildung als üblich erwartet wird.
Unter gleichen Voraussetzungen wird die Seniorität die Wahl entscheiden.
Die Offiziere können nur den Rang beanspruchen, den sie am 20. März innegehabt hatten, es sei denn, sie weisen nach, dass Wir ihnen seit diesem Zeitpunkt eine Beförderung gewährt haben.
26 – Der Inspecteur-général wird dies jedoch nur der Hälfte der benötigten Offiziere anbieten, um zuerst eine Basis zu bilden. Offiziere, die nicht vom Inspecteur-général ausgewählt werden, kehren in ihre Heimat zurück, um dort vier Fünftel vom Sold ihres letzten Ranges zu erhalten.
 Oberoffiziere sollen auf Halbsold gesetzt werden.
 Die überzähligen Offiziere sind für die zukünftigen Legionen vorgesehen, gemäß den guten Zeugnissen, die sie vorweisen können.
27 – Wenn die Wahl des Inspecteur-général zur Erfüllung der Aufgaben des Zahlmeisters auf einen Offizier fällt, der bereits Quartiermeister eines vorläufig aufgestellten Verwaltungsrats ist, so muß der zu ersetzende Zahlmeister bis zur Ernennung eines neuen Quartiermeisters die Funktionen des Zahlmeisters weiterführen.
28 – Die Wahl der Offiziere, die die Éclaireurs- und Artilleriekompanien befehligen sollen, wird nach den oben genannten Grundsätzen vom Inspecteur-général unter den in der Legion vorhandenen Kavallerie- und Artillerieoffizieren getroffen. Diese Aufgaben werden sie jedoch erst nach Erhalt der betreffenden Befehle übernehmen.
29 – Die vom Inspecteur-général getroffene Auswahl oder Klassifizierung der Offiziere wird nur dann bestätigt, wenn Unser Staatsminister im Kriegsministerium Unsere Zustimmung bekanntgegeben hat.
- Abschnitt II.
- Endgültige Eingliederung von Unteroffizieren und Soldaten der provisorischen Kompanien und von denen, die zweimonatigen Urlaub erhalten haben.

30 – Zu einem Zeitpunkt, der vom Inspecteur-général festgelegt wird, werden die Offiziere und Soldaten, die zwei Monate Urlaub haben, vom General-Kommandanten des Département in die jeweilige Hauptstadt zurückgerufen.
31 – Der Inspecteur-général wird mit der Bildung der verschiedenen Kompanien der zwei Bataillone der Linieninfanterie und des Bataillons der Jäger zu Fuß der einzelnen Legionen beginnen, indem er dort je nach der Art des Dienstes, den jeder schon geleistet hat oder zu welchem er als befähigt erkannt wird, die Unteroffiziere und Soldaten einteilt, die dann die provisorischen Kompanien bilden. Die Soldaten, die aus dem Urlaub zurückgekehrt sind, werden ebenfalls eingeteilt.
Wenn die Anzahl der Männer größer ist, als benötigt wird, werden die Überzähligen vorläufig wieder nach Hause geschickt. Ausgenommen sind die, die in ihrer Heimat kein Auskommen haben.
32 – Wenn während der Aufstellung der Einheiten einige Soldaten aus verschiedenen Gründen aus dem Dienst ausscheiden müssen, wird der Inspecteur-général sie ausmustern.
Zur gleichen Zeit wird er diejenigen vorstellig werden lassen, die um eine Belohnung gebeten haben. Er wird deren Ansprüche prüfen und, falls sie begründet sind, die entsprechenden Vorkehrungen treffen. Diejenigen jedoch, deren Ansprüche unbegründet sind, werden ausgemustert.
33 – Soldatenkinder, egal wie viele es sind, werden alle in den Legionen verbleiben, aber in Zukunft wird es nur noch zwei für jede Kompanie geben.
Titel V – Aufruf der Männer, die zur Vollständigmachung der Legionen bestimmt sind
34 – Die in die Départements zurückkehrenden Soldaten, die keinen Rechtstitel besitzen, der sie vom Dienst entbindet, werden vom Präfekten gemäß dem vorherigen Artikel 30 aufgefordert, gleichzeitig mit den anderen Unteroffizieren und Soldaten vor dem Untersuchungsausschuss zu erscheinen. Der Prüfungsausschuss wird sich gemäß den Bestimmungen der Artikel 16, 17 und 19 dieser Verordnung zu diesen Männern äußern.
35 – Die Männer, die der Prüfungsausschuss als diensttauglich beurteilt hat, treten in die Legion der Départements ein, und zwar vollzählig. Diejenigen von ihnen, die den Sollbestand des Personals überschreiten, werden nach Hause geschickt. Ihnen wird aber erlaubt sein, entsprechend der Verteilung, die Unser Staatsminister im Kriegsministerium erstellt hat, in die Legionen der benachbarten Départements einzutreten und diese zu vervollständigen. Die in Abschnitt 32 genannten Soldaten sind ebenfalls für diesen Zweck bestimmt.
36 – Die Männer, die den Einberufungen innerhalb der festgesetzten Fristen nicht Folge leisten, werden als Deserteure betrachtet und verfolgt.
Titel VI – General-Disposition
37 – Die Kompanien, mit Ausnahme der Grenadiere und Voltigeurs, Éclaireurs und Artilleristen, werden den Namen ihrer Capitaines tragen.
38 – Sold, Zulagen und Entschädigungen sind in Übereinstimmung mit den Vorschriften zu zahlen. Die Kompanie der Éclaireurs wird mit den Regimentern der Jäger und der Artilleriekompanie gleichgestellt, die wie die Regimenter der Artillerie zu Fuß bezahlt werden.
39 – Die Verwaltung und die Konten werden vorläufig nach den in den geltenden Vorschriften festgelegten Grundlagen eingerichtet. Der Verwaltungsrat soll sich nach der Verordnung vom 20. Januar 1815 zusammensetzen, zusätzlich mit dem Lieutenant-colonel. Der Major wird erst nach dem Chef de bataillon zur Meldung zugelassen. Wenn bei Beratungen Stimmengleichheit herrscht, wird die des Präsidenten entscheiden.
40 – Es wird für jede Legion eine Fahne und für jedes Bataillon einen Wimpel geben. Unser Staatsminister im Kriegsministerium wird das Fahnenmodell einführen, der Hintergrund wird weiß sein und das Wappen von Frankreich und die Bezeichnung der Legion tragen. Wir behalten Uns das Recht vor, den Zeitpunkt festzulegen, an dem die Fahnen ausgegeben werden.
41 – Besondere Vorschriften werden zu folgenden Regulierungen erlassen:
- den Rang der Offiziere und Unteroffiziere zu regeln, um sie mit der gegenwärtigen Formation in Einklang zu bringen
- die Uniform und die Abzeichen jeder Legion zu bestimmen
- die Art des Aufstiegs der verschiedenen Ränge festzulegen.

3. August 1815.
LOUIS“

## Zusammensetzung

### Anzahl der Bataillone aus dem jeweiligen Département
Die Nummern sind nach den Infanteriebataillonen per Département aufgeführt, die beiden zuzüglichen Bataillone beziehen sich auf die leichte Infanterie.
| Département         | Anzahl der Bataillone | Département      | Anzahl der Bataillone | Département         | Anzahl der Bataillone |
| ------------------- | --------------------- | ---------------- | --------------------- | ------------------- | --------------------- |
| Ain                 | 3                     | Haute-Garonne    | 3                     | Oise                | 3                     |
| Aisne               | 3                     | Gers             | 3                     | Orne                | 3                     |
| Allier              | 3                     | Gironde          | 6                     | Pas-de-Calais       | 6                     |
| Basses-Alpes        | 2 + 2                 | Hérault          | 3                     | Puy-de-Dôme         | 3                     |
| Hautes-Alpes        | 2 + 2                 | Ille-et-Vilaine  | 6                     | Basses-Pyrénées     | 3 + 2                 |
| Ardèche             | 2                     | Indre            | 2                     | Hautes-Pyrénées     | 2 + 2                 |
| Ardennes            | 3                     | Indre-et-Loire   | 3                     | Pyrénées-Orientales | 2                     |
| Ariège              | 2 + 2                 | Isère            | 3                     | Bas-Rhin            | 4                     |
| Aube                | 3                     | Jura             | 2 + 2                 | Haut-Rhin           | 3                     |
| Aude                | 2                     | Landes           | 2                     | Rhône               | 3                     |
| Aveyron             | 2                     | Loir-et-Cher     | 2                     | Haute-Saône         | 3                     |
| Bouches-du-Rhöne    | 3                     | Loire            | 3                     | Saône-et-Loire      | 3                     |
| Calvados            | 3                     | Haute-Loire      | 3                     | Sarthe              | 3                     |
| Cantal              | 2                     | Loire-Inférieure | 3                     | Seine               | 6                     |
| Charente            | 3                     | Loiret           | 3                     | Seine-Inférieure    | 6                     |
| Charente-Inférieure | 3                     | Lot              | 3                     | Seine-et-Marne      | 3                     |
| Cher                | 2                     | Lot-et-Garonne   | 3                     | Seine-et-Oise       | 3                     |
| Corrèze             | 2                     | Lozère           | 2                     | Deux-Sèvres         | 3                     |
| Corse               | 2 + 2                 | Maine-et-Loire   | 3                     | Somme               | 4                     |
| Côte-d’Or           | 3                     | Manche           | 6                     | Tarn                | 3                     |
| Côtes-du-Nord       | 6                     | Marne            | 3                     | Tarn-et-Garonne     | 2                     |
| Creuse              | 2 + 2                 | Haute-Marne      | 2                     | Var                 | 2                     |
| Dordogne            | 3                     | Mayenne          | 2                     | Vaucluse            | 2                     |
| Doubs               | 2                     | Meurthe          | 3                     | Vendée              | 3                     |
| Drôme               | 3                     | Meuse            | 3                     | Vienne              | 3                     |
| Eure                | 3                     | Morbihan         | 4                     | Haute-Vienne        | 2 + 2                 |
| Eure-et-Loir        | 3                     | Moselle          | 3                     | Vosges              | 2 + 2                 |
| Finistère           | 3                     | Nièvre           | 2                     | Yonne               | 3                     |
| Gard                | 3                     | Nord             | 6                     |                     |                       |

## Ausstattung

### Uniformierung
Nach der Absetzung Napoléons 1815 wurde angeordnet, dass die Uniformröcke der Infanterie der Départements-Legionen wieder die weiße Farbe aus der vorrevolutionären Zeit haben sollten.

Die Hosen waren königsblau.

„Der Rock ist weiß ohne Streifen oder Stickerei; er wird mit neun großen Knöpfen rechts geschlossen. Er hat einen hohen Stehkragen; die Taschen werden mit drei Knöpfen geschlossen; die Schöße werden bis unter das Knie reichen. Zwei große Knöpfe befinden sich in Höhe der Taille, zwei am Ende der Rockschöße und drei auf jeder Taschenklappe.

Die Weste ist ohne Streifen oder Stickerei, sie wird mit neun kleinen Uniformknöpfen geschlossen.
Die Hose ist hauteng, ohne Stickerei oder Borten.

Die Knöpfe sind kupferfarben.

Die Hose ist königsblau.

Der Tschako hat an der Front eine kupferne Plakette mit den königlichen Lilien.“

Einheitlich weiß uniformiert waren allerdings nur die Linienbataillone, bestehend aus Grenadieren, Füsilieren und Voltigeuren. Die Uniformen der Fußjäger und der berittenen Legions-Éclaireurs waren dagegen grün (und gleichen Schnitts), die der Legions-Artillerie blau. Eine Ausnahme bildete die auf Korsika gebildete Legion, die durchweg braun gekleidet war. Die Legionen unterschieden sich voneinander anhand unterschiedlicher Abzeichenfarben und der Farbe der Knöpfe (weiß oder gelb).

### Königliche Garde
Neu aufgestellt wurde die königliche Garde, für die per Dekret eine Gesamtstärke von 25.000 Mann festgelegt wurde. Sie bestand im Gegensatz zur Garde von Louis XVI nur noch aus kampffähigen Einheiten, es gab also keine Prunkgarden mehr (z. B. die Garde de la porte), wie es sie auch nach der Ersten Restauration noch gegeben hatte.
- 8 Regimenter Infanterie mit je drei Bataillonen:

6 französische Regimenter
2 Schweizer Fremdenregimenter
- 8 Regimenter Kavallerie mit je sechs Escadrons:

2 Regimenter Grenadiers à cheval
2 Regimenter Cuirassiers
1 Regiment Dragons
1 Regiment Chasseurs à cheval
1 Regiment Hussards
1 Regiment Lanciers
- 1 Regiment Artillerie mit acht Batterien und insgesamt 48 Geschützen

### Muster der Fahnen der Kavallerie, Modell 1816

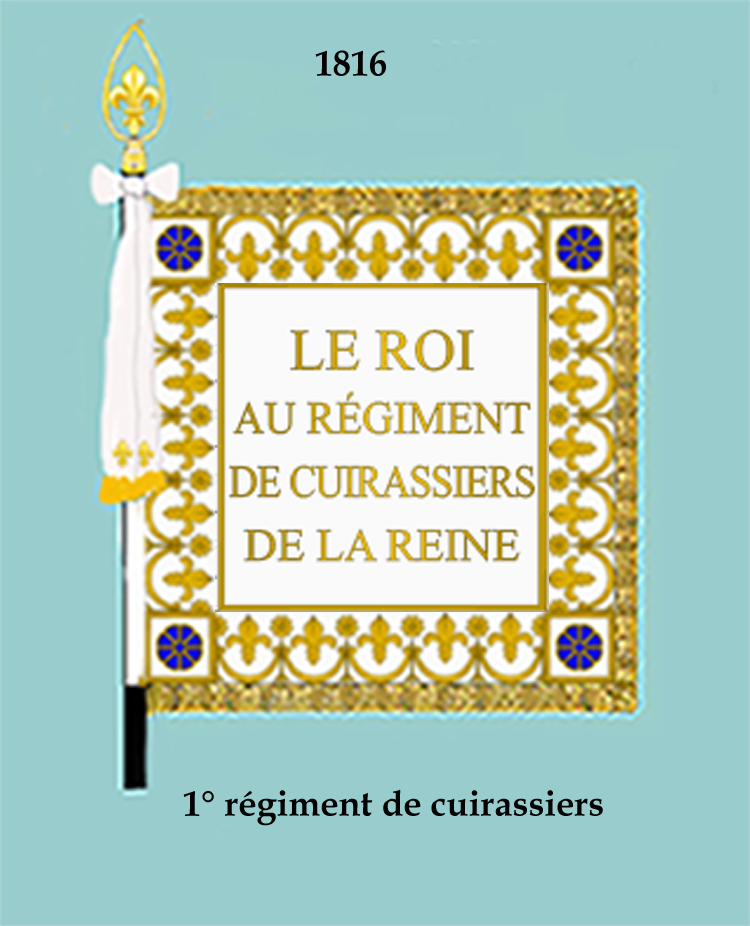
Fahne des 1er cuirassiers, Vorderseite
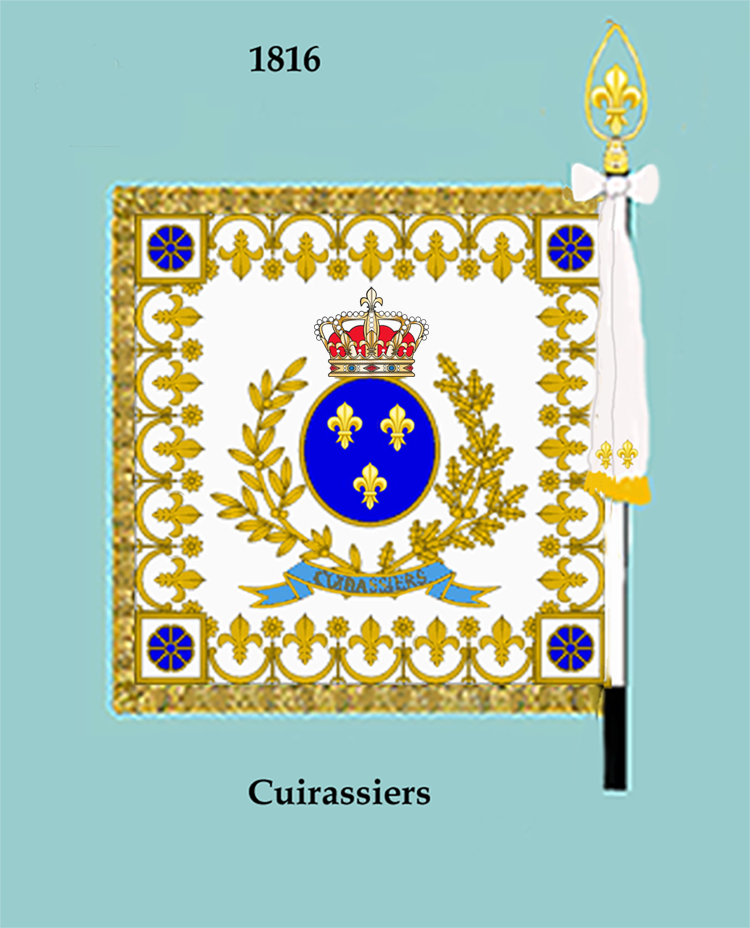
Fahne des 1er cuirassiers, Rückseite

## Linienkavallerie
Die Linienkavallerie wurde drastisch verkleinert. Von den in der Armee der Hundert Tage noch bestehenden
- 2 Regimentern Carabiniers
- 12 Regimentern Kürassiere
- 30 Regimentern Dragoner und Jäger zu Pferde
- 6 Regimentern Lanciers (Ulanen) und
- 7 Regimentern Husaren

wurden die Lanciers und die Carabiniers gänzlich abgeschafft. Es verblieben noch
- 6 Regimenter Kürassiere (Cuirassiers)

Régiment de cuirassiers de La Reine N° 1
Régiment de cuirassiers du Dauphin N° 2
Régiment de cuirassiers d’Angoulême N° 3
Régiment de cuirassiers de Berry N° 4
Régiment de cuirassiers d’Orléans N° 5
Régiment de cuirassiers de Condé N° 6
- 10 Regimenter Dragoner

Régiment de dragons du Calvados N° 1
Régiment de dragons du Doubs N° 2
Régiment de dragons de la Garonne N° 3
Régiment de dragons de la Gironde N° 4
Régiment de dragons d’Hérault N° 5
Régiment de dragons de la Loire N° 6
Régiment de dragons de Manche N° 7
Régiment de dragons du Rhône N° 8
Régiment de dragons de la Saône N° 9
Régiment de dragons de la Seine N° 10
- 24 Regimenter Jäger zu Pferde (Chasseurs à cheval)

Régiment de chasseurs d’Allier N° 1
Régiment de chasseurs des Alpes N° 2
Régiment de chasseurs des Ardennes N° 3
Régiment de chasseurs d’Ariège N° 4
Régiment de chasseurs du Cantal N° 5
Régiment de chasseurs de Charente N° 6
Régiment de chasseurs de Corrèze N° 7
Régiment de chasseurs de Côte-d’Or N° 8
Régiment de chasseurs de la Dordogne N° 9
Régiment de chasseurs du Gard N° 10
Régiment de chasseurs d’Isère N° 11
Régiment de chasseurs de la Marne N° 12
Régiment de chasseurs de la Meuse N° 13
Régiment de chasseurs du Morbihan N° 14
Régiment de chasseurs de la Oise N° 15
Régiment de chasseurs de la Orne N° 16
Régiment de chasseurs des Pyrénées N° 17
Régiment de chasseurs de la Sarthe N° 18
Régiment de chasseurs de la Somme N° 19
Régiment de chasseurs du Var N° 20
Régiment de chasseurs de la Vaucluse N° 21
Régiment de chasseurs de Vendée N° 22
Régiment de chasseurs de Vienne N° 23
Régiment de chasseurs des Vosges N° 24
- Sechs Regimenter Husaren (Hussards)

Régiment de hussards de Jura N° 1
Régiment de hussards de Meurthe N° 2
Régiment de hussards de la Moselle N° 3
Régiment de hussards du Nord N° 4
Régiment de hussards de Bas-Rhin N° 5
Régiment de hussards de Haut-Rhin N° 6